# Платонов, Валентин Викторович
Валенти́н Ви́кторович Плато́нов (укр. Валентин Вікторович Платонов; род. 15 января 1977, Кривой Рог, Днепропетровская область) — украинский футболист, защитник, ныне детский тренер клуба «Горняк» (Кривой Рог).

## Биография
Родился 15 января 1977 года в городе Кривой Рог Днепропетровской области.
Родился и вырос на 44-м квартале. Воспитанник криворожского футбола, учился в ДЮСШ № 4. Первый тренер — Виталий Семёнович Барсуков. 
С 1990 года по 1994 год тренировался и учился в днепропетровской школе-интернате спортивного профиля, вместе с ним тренировались Олег Остапенко, Анатолий Скворцов, Алексей Купцов. 

### Клубная карьера
Начал профессиональную карьеру в клубе «Химик» (Северодонецк). Позже выступал за «Металлург» (Новомосковск). 6 апреля 1996 года дебютировал в днепропетровском «Днепре» в Высшей лиге в матче против кировоградской «Звезды».
В октябре 1996 года перешёл в «Кривбасс». В команде дебютировал 26 октября 1996 года в матче против винницкой «Нивы» (3:0), в том матче забил гол. Вместе с командой дважды стал бронзовым призёром чемпионата Украины в сезонах 1998/99 и 1999/00. 12 августа 1999 года дебютировал в Кубке УЕФА в матче против азербайджанского клуба «Шамкир» (3:0), второй матч на выезде криворожане выиграли (0:2). В следующем раунде «Кривбассу» попалась итальянская «Парма», в команде в те годы играли: Джанлуиджи Буффон, Лилиан Тюрам, Фабио Каннаваро, Марио Станич, Дино Баджо, Паулу Соуза, Ариэль Ортега, Эрнан Креспо, Марсио Аморозо и Марко Ди Вайо. Все два матча выиграли «жёлто-синие», первый (3:2), а второй матч (0:3). В следующем сезоне «Кривбасс» также участвовал в Кубке УЕФА жребий свёл команду с французским «Нантом». Первый матч дома «Кривбасс» проиграл (0:1), второй матч в гостях также криворожане проиграли (5:0). Платонов часто выходил в качестве капитана команды.
В зимние межсезонье 2004 года перешёл в мариупольский «Ильичёвец». В декабре 2006 года покинул «Ильичёвец» в статусе свободного агента из-за неудачного выступления клуба в чемпионате Украины. Хотя контракт с «Ильичёвцем» у него был до апреля 2007 года. В январе 2007 года побывал на просмотре в «Кривбассе» и даже подписал контракт на год. Но в апреле 2007 года подписал контракт с луганской «Зарёй», по приглашению Александра Косевича.
В феврале 2008 года покинул «Зарю» в статусе свободного агента и перешёл в полтавскую «Ворсклу» по приглашению Николая Павлова. Летом 2008 года побывал на просмотре в казахстанском клубе — карагандинском «Шахтёре» и азербайджанском клубе «Симург», но обоим клубом не подошёл. Первую половину сезона 2008/09 провёл в криворожском «Горняке» во Второй лиге в группе «Б». В феврале 2009 года побывал на просмотре в молдавском клубе «Дачия».
В апреле 2009 года подписал контракт с ужгородским «Закарпатьем». В команде дебютировал 4 апреля 2009 года в Первой лиге матче против киевской «Оболони» (0:0). На следующий сезон «Закарпатье» вышло в Премьер-лигу. В 2010 году выступал за «Электрометаллург-НЗФ» в любительском чемпионате Украины. В июле 2010 года прибыл на просмотр в харьковский «Гелиос», с которым подписал контракт. Всего за команду провёл 20 матчей и забил 1 гол. «Гелиос» стал последним клубом в игровой карьере Платонова.

### Карьера в сборной
Провёл 1 матч за молодёжную сборную Украины до 21 года, 26 мая 1998 года против Венгрии (1:3).

### Тренерская карьера
В 2010 году стал тренером детско-юношеской спортивной школы криворожского «Горняка». Платонов начал тренировать команду 2003 и 2004 года рождения.

## Достижения
- Бронзовый призёр чемпионата Украины (2): 1998/99, 1999/00
- Серебряный призёр Первой лиге Украины (1): 2008/09
- Финалист Кубка Украины (1): 1999/00

## Личная жизнь
Отец — тренер по баскетболу, мать — тренер по плаванию. Женат, воспитывают дочь Милану, которую назвали в честь футбольного клуба «Милан», который в год её рождения выиграл Лигу чемпионов. Его жена Яна (девичья фамилия Яловая) — частный предприниматель, она владеет фитнес-клубом и небольшой юридической фирмой.

## Статистика
| Сезон   | Клуб                     | Лига                 | Чемпионат | Чемпионат | Кубок | Кубок | Дубль | Дубль | Еврокубки | Еврокубки |
| Сезон   | Клуб                     | Лига                 | Игры      | Голы      | Игры  | Голы  | Игры  | Голы  | Игры      | Голы      |
| ------- | ------------------------ | -------------------- | --------- | --------- | ----- | ----- | ----- | ----- | --------- | --------- |
| 1993/94 | Химик (Северодонецк)     | Первая лига Украины  | 6         | 0         | 0     | 0     | —     | —     | —         | —         |
| 1994/95 | Металлург (Новомосковск) | Вторая лига Украины  | 14        | 2         | 0     | 0     | —     | —     | —         | —         |
| 1995/96 | Металлург (Новомосковск) | Вторая лига Украины  | 24        | 4         | 4     | 0     | —     | —     | —         | —         |
| 1995/96 | Днепр (Днепропетровск)   | Высшая лига Украины  | 1         | 0         | 0     | 0     | —     | —     | —         | —         |
| 1996/97 | Металлург (Новомосковск) | Вторая лига Украины  | 8         | 3         | 1     | 0     | —     | —     | —         | —         |
| 1996/97 | Кривбасс                 | Высшая лига Украины  | 15        | 4         | 0     | 0     | —     | —     | —         | —         |
| 1997/98 | Кривбасс                 | Высшая лига Украины  | 28        | 8         | 8     | 0     | —     | —     | —         | —         |
| 1998/99 | → Кривбасс-2             | Вторая лига Украины  | 3         | 1         | 0     | 0     | —     | —     | —         | —         |
| 1998/99 | Кривбасс                 | Высшая лига Украины  | 18        | 3         | 3     | 0     | —     | —     | —         | —         |
| 1999/00 | → Кривбасс-2             | Вторая лига Украины  | 2         | 0         | 0     | 0     | —     | —     | —         | —         |
| 1999/00 | Кривбасс                 | Высшая лига Украины  | 21        | 3         | 4     | 0     | —     | —     | 4         | 0         |
| 2000/01 | → Кривбасс-2             | Вторая лига Украины  | 2         | 0         | —     | —     | —     | —     | —         | —         |
| 2000/01 | Кривбасс                 | Высшая лига Украины  | 19        | 0         | 2     | 0     | —     | —     | 2         | 0         |
| 2001/02 | Кривбасс                 | Высшая лига Украины  | 26        | 1         | 3     | 0     | —     | —     | —         | —         |
| 2002/03 | Кривбасс                 | Высшая лига Украины  | 24        | 1         | 5     | 2     | —     | —     | —         | —         |
| 2003/04 | → Кривбасс-2             | Вторая лига Украины  | 7         | 1         | —     | —     | —     | —     | —         | —         |
| 2003/04 | Кривбасс                 | Высшая лига Украины  | 11        | 1         | 1     | 0     | —     | —     | —         | —         |
| 2003/04 | Ильичёвец                | Высшая лига Украины  | 8         | 3         | 0     | 0     | —     | —     | —         | —         |
| 2004/05 | Ильичёвец                | Высшая лига Украины  | 27        | 2         | 2     | 0     | 0     | 0     | 3         | 1         |
| 2005/06 | Ильичёвец                | Высшая лига Украины  | 16        | 2         | 4     | 0     | 1     | 0     | —         | —         |
| 2006/07 | Ильичёвец                | Высшая лига Украины  | 12        | 1         | 5     | 1     | 0     | 0     | —         | —         |
| 2006/07 | Заря (Луганск)           | Высшая лига Украины  | 10        | 2         | 0     | 0     | 1     | 1     | —         | —         |
| 2007/08 | Заря (Луганск)           | Высшая лига Украины  | 14        | 0         | 0     | 0     | 1     | 0     | —         | —         |
| 2007/08 | Ворскла                  | Высшая лига Украины  | 3         | 0         | 0     | 0     | 5     | 1     | —         | —         |
| 2008/09 | Горняк (Кривой Рог)      | Вторая лига Украины  | 9         | 2         | 0     | 0     | —     | —     | —         | —         |
| 2008/09 | Закарпатье               | Первая лига Украины  | 14        | 5         | 0     | 0     | —     | —     | —         | —         |
| 2009/10 | Закарпатье               | Премьер-лига Украины | 11        | 1         | 1     | 0     | 0     | 0     | —         | —         |
| 2010/11 | Гелиос                   | Первая лига Украины  | 20        | 1         | 0     | 0     | —     | —     | —         | —         |